# Мистрия
Мистрия е зидарски инструмент, с който се гребе, размазва и подравнява хоросан, цимент и други строителни материали. Мистриите могат да бъдат най-различни видове – като подравняващи, изглаждащи, назъбени, за ъгли, заострени, с гребен и други.
Формата им обаче винаги наподобява лопатка, като дръжката се намира на по-високо ниво от активната част на инструмента. Не бива да се бърка с маламашката, който е подобен инструмент, но с различна форма.